# جون بي. مانينغ
جون بي. مانينغ (بالإنجليزية: John B. Manning)‏ هو سياسي أمريكي، ولد في 13 يوليو 1833 في ألباني في الولايات المتحدة، وتوفي في 28 أبريل 1908 في بروكلين في الولايات المتحدة. حزبياً، نشط في الحزب الديمقراطي.